# Marcel Beck
Marcel Beck (* 16. April 1908 in Bogotá; † 17. Februar 1986 in Winterthur) war ein Schweizer Historiker und Politiker. Er lehrte von 1950 bis 1978 als  ordentlicher Professor für Geschichte des Mittelalters an der Universität Zürich.

## Leben und Wirken
Der in Kolumbien geborene Sohn des Auslandskaufmanns Robert Beck (1859–1936) und dessen Frau Lotti Haggenmacher (1871–1961) absolvierte das Gymnasium in Winterthur und studierte dann an den Universitäten Zürich, Genf und München Allgemeine Geschichte, Kirchengeschichte und Latein. Er wurde 1932 promoviert bei Karl Meyer über die Patrozinien der ältesten Landkirchen im Archidiakonat Zürichgau. Ab 1933 folgten Lehr- und Studienjahre: bis 1935 bei den Monumenta Germaniae Historica in Berlin als Mitarbeiter von Paul Fridolin Kehr und von 1935 bis 1937 am Alemannischen Institut in Freiburg im Breisgau, wo er Mitarbeiter von Theodor Mayer war. Die beiden Forschungsaufenthalte schlugen sich in einer Studie über die Schweiz im politischen Kräftespiel des merowingischen, karolingischen und ottonischen Reiches nieder, welche ihn als Historiker in der Fachwelt bekannt machten. In der Zeit des Nationalsozialismus ging Beck 1937 in die Schweiz. In Bern war er an der Landesbibliothek tätig. Ohne Habilitation wurde er 1947 an die Universität Zürich berufen, an der er als Professor für die Geschichte des Mittelalters Nachfolger von Karl Meyer wurde. Beck wies neue Wege in der Erforschung der Frühgeschichte der Schweizerischen Eidgenossenschaft und kritisierte die Schweizer Geschichtsmythen. Seit 1948 war er außerdem ordentliches Mitglied der Zentraldirektion der Monumenta Germaniae Historica. Zu seinen akademischen Schülern gehörten unter anderem Ulrich Helfenstein (Staatsarchivar in Zürich) Walter Schaufelberger (Militärhistoriker), Bernhard Stettler (Titularprofessor in Zürich), Rudolf Hiestand (Lehrstuhlinhaber in Düsseldorf) und Roger Sablonier (Lehrstuhlinhaber in Zürich).
Neben der akademischen Karriere verfolgte Beck eine Laufbahn als Politiker der Demokratischen Partei. Von 1955 bis 1963 gehörte er dem Kantonsrat von Zürich an und kandidierte 1959 auch für den Regierungsrat. Von 1964 bis 1967 war er Nationalrat. In den Jahren 1963 bis 1965 stand er der zürcherischen Kantonalpartei der Demokraten vor. Bei den Nationalratswahlen 1967 trat Beck, der inzwischen fraktionslos war, auf seiner eigenen „Liste für freie Meinungsäusserung im Parlament“ an, schaffte die Wiederwahl aber nicht.
Beck galt als streitbarer Querkopf und lag mit seinen Kollegen am Historischen Seminar oft im Streit. So soll er während seiner Tätigkeit an der Landesbibliothek einen Mitarbeiter geohrfeigt haben. Später habe er während einer Sitzung Leonhard von Muralt als „Leöli“ angesprochen und auf einer Studienreise einen Vortrag Ernst Meyers mit den Worten Ich will ein Bier, man folge mir unterbrochen. Auch politisch eckte er immer wieder an: Für Aufsehen sorgten seine Zweifel an der Schweizer Neutralität, an der Existenz Wilhelm Tells und an der Glaubwürdigkeit der eidgenössischen Gründungsgeschichte.
Marcel Beck war seit 1933 verheiratet und Vater von vier Kindern. Er starb nach kurzer Krankheit. Sein Nachlass befindet sich in den Winterthurer Bibliotheken.

## Schriften (Auswahl)
Schriftenverzeichnis
- Legende, Mythos und Geschichte. Die Schweiz und das europäische Mittelalter. Huber, Frauenfeld 1978, ISBN 3-7193-0596-1, S. 295–341.

Monographien
- Die Patrozinien der ältesten Landeskirchen im Archidiakonat Zürichgau. Leemann, Zürich 1933.
- Anatolien. Gedanken und Beobachtungen von Fahrten in die Levante. Fretz & Wasmuth, Zürich 1956.
- Königsfelden. Geschichte, Bauten, Glasgemälde, Kunstschätze. Walter, Olten 1970, ISBN 3-530-46501-1.
- mit Heinrich Büttner: Die Bistümer Würzburg und Bamberg in ihrer politischen und wirtschaftlichen Bedeutung für die Geschichte des deutschen Ostens (= Studien und Vorarbeiten zur Germania pontificia. Bd. 3). Weidmann, Berlin 1937.

Aufsatzsammlung
- Legende, Mythos und Geschichte. Die Schweiz und das europäische Mittelalter. Huber, Frauenfeld 1978, ISBN 3-7193-0596-1.